# Гаугеровка
Гаугеровка — село в Башмаковском районе Пензенской области России. Входит в состав Липовского сельсовета.

## География
Расположено в 4 км к востоку от центра сельсовета села Липовка.

## Население
| 1862  | 1877 | 1881 | 1897  | 1913  | 1926  | 1934  |
| ----- | ---- | ---- | ----- | ----- | ----- | ----- |
| 666   | ↗827 | ↗933 | ↗1147 | ↗1353 | ↗1625 | ↗1880 |
| 1959  | 1979 | 1989 | 1996  | 2002  | 2010  |       |
| ↘1056 | ↘363 | ↘134 | ↗141  | ↘76   | ↘33   |       |

## История
Основано в середине XVIII века на землях принадлежавших Нарышкиным. В селе разные годы действовали колхозы «Комсомолец» и имени Маленкова.

## Известные уроженцы
- Захаров, Василий Григорьевич (1916—1942) — советский военнослужащий, рядовой, Герой Советского Союза.